# Origins, Vol. 1
Origins, Vol. 1 è un album di cover del chitarrista Ace Frehley, pubblicato nell'aprile 2016. Al disco partecipano diversi ospiti, tra cui Slash, Lita Ford e Paul Stanley, ex compagno di band di Frehley nei Kiss, di cui sono presenti alcuni rifacimenti.

## Tracce
Musiche di Ace Frehley.
1. White Room – 5:04 (testo: Jack Bruce e Pete Brown – musica: Cream)
2. Street Fighting Man – 4:01 (testo: Mick Jagger e Keith Richards – musica: Rolling Stones)
3. Spanish Castle Magic (feat. John 5) – 3:35 (testo: Jimi Hendrix – musica: The Jimi Hendrix Experience)
4. Fire And Water (feat. Paul Stanley) – 4:11 (testo: Andy Fraser e Paul Rodgers – musica: Free)
5. Emerald (feat. Slash) – 4:29 (testo: Phil Lynott, Brian Robertson, Brian Downey e Scott Gorham – musica: Thin Lizzy)
6. Bring It On Home – 4:26 (testo: Willie Dixon – musica: Led Zeppelin)
7. Wild Thing (feat. Lita Ford) – 3:45 (testo: Chip Taylor – musica: Troggs)
8. Parasite (feat. John 5) – 4:03 (testo: Ace Frehley – musica: Kiss)
9. Magic Carpet Ride – 3:43 (testo: Rushton Moreve e John Kay – musica: Steppenwolf)
10. Cold Gin (feat. Mike McCready) – 5:18 (testo: Ace Frehley – musica: Kiss)
11. Till The End Of The Day – 2:27 (testo: Ray Davies – musica: Kinks)
12. Rock And Roll Hell – 6:31 (testo: Gene Simmons, Bryan Adams e Jim Vallance – musica: Kiss)

Durata totale: 51:33

## Formazione
- Ace Frehley  – voce (tranne la traccia 4); chitarra solista; basso nelle tracce 1, 6, 7, 9, 11 e 12
- Chris Wyse – basso nelle tracce 2, 3, 4, 5, 8 e 10
- Scot Coogan – batteria nelle tracce 1, 3, 5, 6, 7, 8, 9, 10 e 11; voce nelle tracce 1 e 6
- Matt Starr – batteria nelle tracce 2, 4 e 12
- Ray Brandis – percussioni nelle tracce 2, 6, 9 e 11